# 판차탄트라

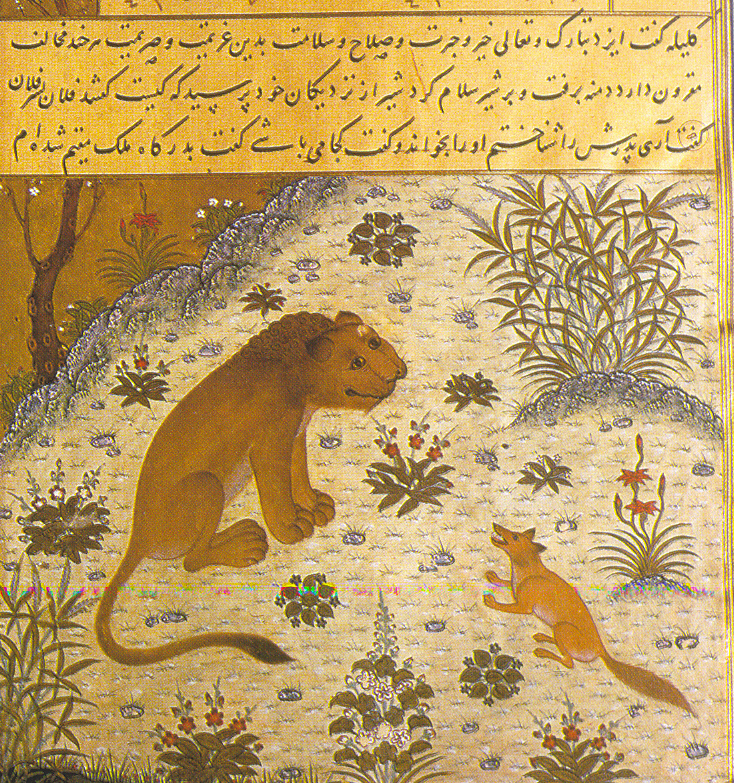
판차탄트라

판차탄트라(Pancatantra, 5편의 이야기)는 고대 인도의 설화집(說話集)이다. 원본은 없어져 현존하지 않아 원작자도 연대도 불명이나 6세기 경에는 이미 중세 페르시아어인 파흘라비어로 번역되었다고 한다. 원본에서 다수의 파생본(派生本)이 생겨서 몇 가지의 산스크리트어의 이본(異本)이 전해지고 있으나, <탄트라키야이카>가 가장 고본(古本)이라 하며 벵골에 전해진 <히토파데샤>는 5편으로 되어 있는 원본이 4편으로 개작되어 널리 보급되었다.
현자(賢者) 비슈누샤르만이 3명의 왕자(王子)에게 교육을 베풀기 위해 우화(寓話)를 통해 처세·통수(統帥)·외교·윤리의 요결(要訣)을 가르친다는 것이 이 책의 줄거리로 되어 있고, 각 편은 많은 삽화를 수록하고 있으며, 산문 형식에 격언적(格言的) 시구를 섞어 넣고 있다.

## 칼릴라와 딤라
판차탄트라의 파흘라비어(語) 번역본은 없어졌으나 이것을 토대로 한 시리아어 번역본은 <칼릴라와 딤라>라고 하여 책 이름은 그 후 서방 여러 나라로 널리 전하여졌다. 이 책은 그 후 50여개국의 국어로 번역되어 그 내용과 형식은 동서 설화 문학에 지대한 영향을 끼쳐서 세계 문학으로서 중요한 지위를 차지하고 있다.
아랍의 탈무드라 불릴 만한 아랍의 대표적인 산문이자 신랄한 풍자를 담은 우화집이다. 우화의 주인공으로 익숙한 원숭이, 사자부터 자칼과 낙타에 이르기까지 다양한 동물이 등장해 그저 ‘권선징악’의 교훈이 아닌 약육강식의 세계에서 현명하게 살아가는 데 필요한 교훈을 제시한다.
≪칼릴라와 딤나»≫는 인도의 설화집 ≪판차탄트라(Pancatantra)≫에서 유래된 것으로 6세기경 페르시아 고대어인 파흘라비어로 번역되었다. 페르시아인들은 인도의 이야기를 번역하는 과정에서 그들의 취향에 맞게 이야기를 변형시키거나 새로운 이야기를 덧붙였다. 750년 이븐 알무카파가 이를 아랍어로 번역하게 되는데, 그는 번역하는 과정에서 페르시아인들이 그랬던 것처럼 원문에 얽매이지 않고 아랍·이슬람적 사상과 더불어 자신의 철학과 정치사상, 사회 개혁 의지를 투영시켰다. 덕분에 이 작품은 아랍의 수사학과 페르시아의 과장법, 그리스의 논리, 인도의 지혜를 모두 수용하고 있다. 이븐 알무카파는 형식보다는 의미 전달에 중점을 두어 쉽고 간략한 문체를 사용했다. 이 작품은 아랍의 많은 시인들과 작가들에게 영향을 미쳤을 뿐만 아니라 알파라비(al-Farabi)나 이븐 시나(Ibn Sina)와 같은 철학자에게도 커다란 영향을 미쳤다. 아랍 풍자문학의 효시이며 산문문학의 표본으로 간주되는 이 작품은 세계의 여러 언어로 완역되거나 발췌, 번안되어 오늘날까지 전 세계의 많은 독자들에게 사랑을 받고 있다. 이 작품은 ≪천일야화≫와 더불어 아랍문학의 걸작으로 평가받고 있다.
이 작품은 일반적으로 서문 4장과 본문 15장으로 구성되어 있다. 서문 4개의 장에서는 저술 동기와 유래, 작품 해설, 그리고 번역자의 전기 등이 실려 있다. 본문 15개 장은 ‘다브샬림’ 왕과 현자 ‘바이다바’ 간의 대화체 형식으로 전개된다. 다브샬림왕이 현자 바이다바에게 특정한 주제의 이야기를 들려달라고 요청하면 현자 바이다바가 그 주제에 맞는 동물 우화를 들려주는 형식이다. 때문에 아랍 세계에서 바이다바는 이 작품의 저자로 알려져 있으나 그는 실제 인물이 아닌 작품 속에 등장하는 가상의 인물일 뿐이다. 따라서 원전에 자신의 문체와 사상을 가미하여 개작한 이븐 알무카파를 이 작품의 저자로 보았다.
- 조희선 역, 2009년, 지식을만드는지식 ISBN 978-89-6228-403-4

## 같이 보기
- 아르타샤스트라
- 자타카
- 카타사리트사가라
- 지혜문학
- 천일야화